# Ahmed Abdallah Sambi

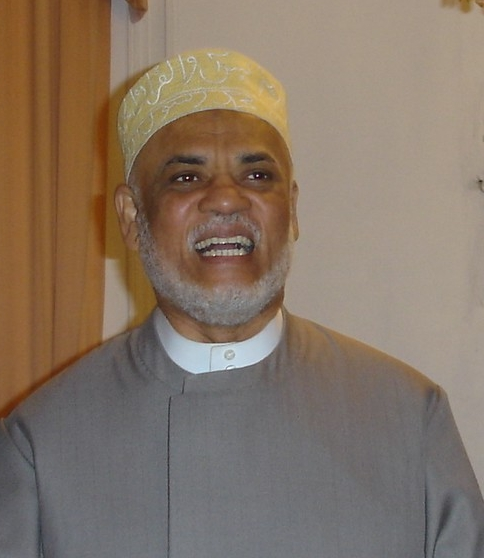
Ahmed Abdallah Sambi

Ahmed Abdallah Mohamed Sambi (Mutsamudu 5 juni 1958) is een Comorees politicus. Tussen 2006 en 2011 was hij president van de Comoren.
Sambi studeerde onder andere in Soedan, Saoedi-Arabië en Iran, waar hij ook zijn bijnaam Ayatolloah kreeg. Na terugkomst in de Comoren zette hij een aantal fabrieken op alsmede een televisiestation.
Op 14 mei 2006 werd hij, met 58% van de stemmen, verkozen tot president na een campagne te hebben gevoerd waarin hij beloofde de corruptie aan te pakken en de levensstandaard van de Comorezen te verbeteren. Hij is een islamitische geestelijke, maar leek een relatief gematigde koers te willen varen in religieuze aangelegenheden. Op 26 mei 2006 werd hij ingehuldigd. Het betrof de eerste vreedzame machtswisseling in de geschiedenis van de Comoren.
Na een presidentschap van exact vijf jaar werd Sambi op 26 mei 2011 opgevolgd door zijn partijgenoot Ikililou Dhoinine. Ook hij bleef vijf jaar aan de macht.